# Ennomos nigrescens
Ennomos nigrescens là một loài bướm đêm trong họ Geometridae.